# Elaphoglossum huerlimannii
Elaphoglossum huerlimannii är en träjonväxtart som beskrevs av André Guillaumin. Elaphoglossum huerlimannii ingår i släktet Elaphoglossum och familjen Dryopteridaceae. Inga underarter finns listade.